# Halil Dervişoğlu
Halil Dervişoğlu, né le 8 décembre 1999 à Rotterdam aux Pays-Bas, est un footballeur turc qui évolue au poste d'avant-centre au Çaykur Rizespor, en prêt de Galatasaray SK.

## Biographie

### Sparta Rotterdam
Né à Rotterdam aux Pays-Bas, Halil Dervişoğlu est formé par l'un des clubs de sa ville natale, le Sparta Rotterdam.
Le 24 août 2018, il se met en évidence en inscrivant un doublé en deuxième division, lors de la réception du FC Volendam (victoire 2-0). Par la suite, le 24 février 2019, il s'illustre de nouveau avec un quadruplé face aux Go Ahead Eagles (victoire 6-1). Cette saison-là, il marque un total de dix buts en championnat. Le Sparta obtient la montée en première division à l'issue de la saison, en se classant deuxième du championnat.
Lors de l'année 2019, il inscrit cinq buts en première division néerlandaise avec le Sparta.

### Brentford FC
Après avoir signé un précontrat en août 2019 avec le Brentford FC, Halil Dervişoğlu s'engage officiellement avec le club anglais le 3 janvier 2020. Il joue son premier match sous ses nouvelles couleurs dès le 4 janvier suivant, face à Stoke City en coupe d'Angleterre. Il est titularisé ce jour-là, et son équipe s'impose sur le score d'un but à zéro. Toutefois, il peine à s'imposer avec Brentord, avec seulement quatre matchs disputés en deuxième division anglaise en 2020.

### Prêts
Le 6 octobre 2020, Halil Dervişoğlu est prêté pour une saison au FC Twente.
Le 25 janvier 2021, il est prêté à Galatasaray SK jusqu'à la fin de la saison. Il joue son premier match quatre jours plus tard contre le Gaziantep FK, en championnat. Son équipe l'emporte par deux buts à un ce jour-là. Il inscrit son premier but pour le club le 2 mai 2021, lors d'une rencontre de championnat face au Gençlerbirliği SK. Il est titularisé et participe à la victoire de son équipe par deux buts à zéro.
Il est prêté une seconde fois, à nouveau à Galatasaray, pour la saison 2021-2022.
Le 1er septembre 2022, il est prêté à Burnley pour une saison.

### Retour à Galatasaray
Le 16 juillet 2023, Halil Dervişoğlu fait son retour au Galatasaray SK. Il s'engage cette fois définitivement pour un contrat courant jusqu'en juin 2027.

### De nouveaux prêts
Le 9 février 2024, Halil Dervişoğlu est prêté par Galatasaray à Hatayspor jusqu'à la fin de la saison.
Le 13 septembre 2024, Dervişoğlu est de nouveau prêté par Galatasaray, cette fois au Gaziantep FK pour une saison.

### En sélection nationale
Halil Dervişoğlu est éligible pour représenter les Pays-Bas et la Turquie, mais il choisit la sélection turque. Il joue son premier match avec les espoirs le 17 novembre 2018 face à l'Écosse (victoire 0-2 de la Turquie). Trois jours plus tard, il inscrit son premier but avec les espoirs face à la Norvège, contre qui son équipe s'incline (3-2). Le 13 novembre 2020, Dervişoğlu se fait remarquer en réalisant un triplé contre l'Autriche, permettant à son équipe de s'imposer (3-2).
Il honore sa première sélection avec l'équipe nationale de Turquie le 27 mai 2021 face à l'Azerbaïdjan. Il est titularisé ce jour-là et inscrit même son premier but en sélection, participant ainsi à la victoire des siens (2-1 score final).

## Palmarès
- Vice-champion des Pays-Bas de deuxième division en 2019 avec le Sparta Rotterdam